# Tour der italienischen Rugby-Union-Nationalmannschaft nach Ozeanien 1980
| Tour der Italiener nach Ozeanien 1980 | Tour der Italiener nach Ozeanien 1980 | Tour der Italiener nach Ozeanien 1980 | Tour der Italiener nach Ozeanien 1980 | Tour der Italiener nach Ozeanien 1980 |
| Übersicht                             | S                                     | G                                     | U                                     | N                                     |
| ------------------------------------- | ------------------------------------- | ------------------------------------- | ------------------------------------- | ------------------------------------- |
| Test Matches                          | 2                                     | 0                                     | 0                                     | 2                                     |
| Sonstige Spiele                       | 7                                     | 3                                     | 0                                     | 4                                     |
| Gesamt                                | 9                                     | 3                                     | 0                                     | 6                                     |
|                                       |                                       |                                       |                                       |                                       |
| Cookinseln                            | 1                                     | 0                                     | 0                                     | 1                                     |
| Fidschi                               | 1                                     | 0                                     | 0                                     | 1                                     |

Die Tour der italienischen Rugby-Union-Nationalmannschaft nach Ozeanien 1980 umfasste eine Reihe von Freundschaftsspielen der italienischen Rugby-Union-Nationalmannschaft. Nach einem Auftaktspiel in Kalifornien reiste sie im Juni und Juli 1980 durch Fidschi, Neuseeland, die Cookinseln und Tahiti, wobei sie während dieser Zeit neun Spiele bestritt. Darunter waren zwei Test Matches gegen die fidschianische Nationalmannschaft und die Nationalmannschaft der Cookinseln, die beide verloren gingen. Hinzu kamen sieben Spiele gegen Auswahlteams, bei denen drei Siege und vier Niederlagen resultierten.

## Spielplan
- Hintergrundfarbe grün = Sieg
- Hintergrundfarbe rot = Niederlage

(Test Matches sind grau unterlegt; Ergebnisse aus der Sicht Italiens)
| # | Datum         | Gegner                              | Ort          | Stadion                         | Ergebnis |
| - | ------------- | ----------------------------------- | ------------ | ------------------------------- | -------- |
| 1 | 11. Juni 1980 | Pacific Coast Grizzlies             | Long Beach   |                                 | 9:18     |
| 2 | 14. Juni 1980 | Fidschi                             | Suva         | National Stadium                | 3:16     |
| 3 | 21. Juni 1980 | Nelson Bays Rugby Union             | Nelson       |                                 | 9:13     |
| 4 | 25. Juni 1980 | Wairarapa Bush Rugby Football Union | Masterton    |                                 | 13:9     |
| 5 | 28. Juni 1980 | Taranaki Rugby Football Union       | New Plymouth |                                 | 9:30     |
| 6 | 02. Juli 1980 | Horowhenua Rugby Football Union     | Levin        |                                 | 21:12    |
| 7 | 05. Juli 1980 | Junior All Blacks                   | Auckland     | Eden Park                       | 12:30    |
| 8 | 06. Juli 1980 | Cookinseln                          | Avarua       | Avarua National Stadium         | 6:15     |
| 9 | 08. Juli 1980 | Tahiti                              | Papeete      | Complexe sportif Napoléon Spitz | 74:0     |

## Test Matches
| 26. Juni 1980 | Fidschi                                                  | 16 : 3         | Italien             | National Stadium, Suva Schiedsrichter: Rod Jepson (Fidschi) |
| 26. Juni 1980 | Versuche: Lutumailagi (2) Racika Erhöhungen: Vuetaki (2) | (12:0) Bericht | Dropgoals: Ghizzoni | National Stadium, Suva Schiedsrichter: Rod Jepson (Fidschi) |

Aufstellungen:
- Fidschi: Iokimi Finau, Wami Gavidi, Peceli Kina, Rupeni Qaraniqio, Sanivalati Laulau, Ilami Lutumailagi, Luke Namadila, Jope Naucabalavu, Atonio Racika, Isimeli Radrodro, Ilisoni Taoba, Tuimasi Tubananitu, Kini Vosailagi, Lemeki Vuetaki, Paula Waisake 
 Auswechselspieler: Samisoni Viriviri
- Italien: Stefano Annibal, Franco Bargelli, Stefano Bettarello, Louis Basei, Ambrogio Bona , Giancarlo Cucchiella, Elio De Anna, Fabrizio Gaetaniello, Serafino Ghizzoni, Nello Francescato, Rino Francescato, Fulvio Lorigiola, Paolo Mariani, Massimo Mascioletti, Claudio Robazza 
 Auswechselspieler: Fabrizio Sintich, Claudio Torresan

| 26. Juni 1980 | Cookinseln                               | 15 : 6        | Italien                                     | Avarua National Stadium, Avarua |
| 26. Juni 1980 | Versuche: 1 Erhöhungen: 1 Straftritte: 3 | (9:6) Bericht | Straftritte: Bettarello Dropgoals: Ghizzoni | Avarua National Stadium, Avarua |

Aufstellungen:
- Cookinseln: unbekannt
- Italien: Concetto Angelozzi, Andrea Angrisani, Stefano Annibal, Louis Basei, Stefano Bettarello, Giancarlo Cucchiella, Nello Francescato , Rino Francescato, Serafino Ghizzoni, Manrico Marchetto, Giancarlo Pivetta, Claudio Robazza, Fabrizio Sintich, Claudio Tinari, Claudio Torresan